# Anandyn Amar

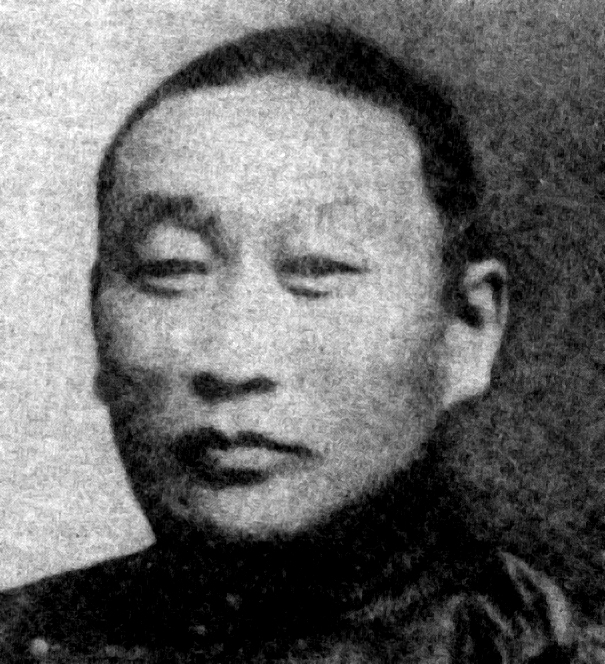
Anandyn Amar

Anandyn Amar (mongolisch Анандын Амар; auch Agdanbuugiyn Amar; * 1886 im Sum Changal; † ca. 27. Juli 1941, vermutlich in Moskau) war ein Politiker in der Mongolischen Volksrepublik.
Amar war vom 2. Juli 1934 bis zum 22. März 1936 Präsident der Mongolischen Volksrepublik und vom 21. Februar 1928 bis zum 27. April 1930 sowie vom 22. März 1936 bis zum 7. März 1939 Premierminister.
Im Zuge der stalinistischen Säuberungen in der Mongolei unterstellte ihm Chorloogiin Tschoibalsan auf dem Parteitag der Mongolischen Revolutionären Volkspartei (MRVP) am 7. März 1939 konterrevolutionäre Tätigkeiten. Daraufhin wurde Amar seiner Ämter enthoben und aus der MRVP ausgeschlossen. Im Juli desselben Jahres erfolgte seine Verbannung nach Sibirien. Zwei Jahre später, am 10. Juli 1941, verurteilte ihn der höchste sowjetische Gerichtshof wegen Spionage für die Japaner zum Tode; der genaue Ort und Zeitpunkt seiner Hinrichtung sind nicht bekannt.
Am 25. Januar 1962 wurde Amar rehabilitiert und seine Mitgliedschaft in der MRVP postum wiederhergestellt.